# Iñigo Elosegui
Iñigo Elosegui Momeñe, né le 6 mars 1998 à Bilbao, est un coureur cycliste espagnol. Il est membre de l'équipe Kern Pharma.

## Biographie
Iñigo Elosegui est originaire de Bilbao. Il est le petit-fils de José Antonio Momeñe, un ancien cycliste de l'équipe Kas qui a notamment terminé quatrième du Tour de France 1966,.
En 2014, il devient champion d'Espagne du contre-la-montre cadets. Il s'illustre ensuite dans les rangs juniors en obtenant de nombreuses victoires, principalement au Pays basque. Durant cette période, il représente son pays aux championnats d'Europe juniors de 2016, où il se classe douzième du contre-la-montre et seizième de la course en ligne. La même année, il termine quinzième du championnat du monde du contre-la-montre juniors.
Grand espoir du cyclisme espagnol, il intègre l'équipe de la Fundación Euskadi en 2017. Il rejoint ensuite en 2018 la formation Lizarte en 2018, alors filiale de l'équipe professionnelle Movistar. Bon grimpeur, il devient champion d'Espagne sur route espoirs à Castellón de la Plana, sur un parcours très escarpé. Il s'impose également sur trois courses du calendrier amateur basque. 
En 2019, il remporte le Mémorial Valenciaga, manche de la Coupe d'Espagne amateurs, mais également la Prueba Alsasua, course amateur basque. Au mois d'aout, il se classe quatorzième du Tour de l'Avenir, tout en ayant terminé troisième de l'étape reine au sommet de la station du Corbier.
Il rejoint l'équipe World Tour Movistar en 2020.

## Palmarès
- 2014
  -  Champion d'Espagne du contre-la-montre cadets
  - Champion du Pays basque sur route cadets
  - Champion de Biscaye sur route cadets
  - Champion de Biscaye du contre-la-montre cadets
  - Aiarako Bira :
    - Classement énéral
    - 1re, 2e et 4e étapes
- 2015
  - Champion du Pays basque du contre-la-montre juniors
  - Champion de Biscaye sur route juniors
  - Tour d'Alava :
    - Classement général
    - 1re étape (contre-la-montre)
- 2016
  - Champion du Pays basque du contre-la-montre juniors
  - Champion de Biscaye sur route juniors
  - 3e étape de la Vuelta al Besaya
  - 2e du championnat du Pays basque sur route juniors
  - 2e de la Vuelta al Besaya
  - 3e du championnat d'Espagne du contre-la-montre juniors
- 2018
  -  Champion d'Espagne sur route espoirs
  - Antzuola Saria
  - Circuito Aiala
  - Andra Mari Sari Nagusia
  - 3e du Mémorial Cirilo Zunzarren
- 2019
  - Mémorial Valenciaga
  - Prueba Alsasua
  - 3e du San Roman Saria

## Classements mondiaux
| Année           | 2018 |
| --------------- | ---- |
| UCI Europe Tour | 761e |